# David Sok
David Sok (* 18. März 1983) ist ein slowenischer Handballschiedsrichter.
Gemeinsam mit seinem Gespannpartner Bojan Lah ist Sok bei vielen großen internationalen Turnieren im Einsatz, darunter bei der Weltmeisterschaft der Frauen 2015 in Dänemark, beim olympischen Handballturnier 2016 in Rio de Janeiro, bei der Weltmeisterschaft 2017 in Frankreich, bei der Weltmeisterschaft der Frauen 2017 in Deutschland, bei der Weltmeisterschaft 2019 in Dänemark und Deutschland, bei der Weltmeisterschaft der Frauen 2019 in Japan, bei der Europameisterschaft 2020 in Norwegen, Österreich und Schweden, bei der Weltmeisterschaft 2021 in Ägypten, beim olympischen Handballturnier 2020 in Tokio, bei der Europameisterschaft 2022 in Ungarn und der Slowakei, bei der Weltmeisterschaft 2023 in Polen und Schweden sowie bei der Weltmeisterschaft der Frauen 2023 in Dänemark, Norwegen und Schweden, bei der sie auch das WM-Finale leiteten.